# Cladophialophora boppii
Cladophialophora boppii är en svampart som först beskrevs av Borelli, och fick sitt nu gällande namn av de Hoog, Kwon-Chung & McGinnis 1995. Cladophialophora boppii ingår i släktet Cladophialophora och familjen Herpotrichiellaceae.   Inga underarter finns listade i Catalogue of Life.